# Опонент
Опонент — особа, що заперечує, піддає сумніву істинність або слушність тези, яку висунув пропонент у публічній бесіді, на диспуті, під час захисту дисертації і т. ін. Опонент може бути безпосередньо присутнім і особисто брати участь у суперечці. Але можливою є ситуація, коли опонент безпосередньо не бере участі в аргументативному процесі.
Офіційний опонент
— особа, якій офіційно доручено виступати під час захисту дисертації на здобуття вченого ступеня з аналізом її змісту, визначенням позитивних якостей і недоліків, значення для науки.